# Akito Watabe
Akito Watabe (en japonés: 渡部 暁斗, Watabe Akito; Hakuba, 26 de mayo de 1988) es un deportista japonés que compite en esquí en la modalidad de combinada nórdica. Su hermano Yoshito compite en el mismo deporte.
Participó en cinco Juegos Olímpicos de Invierno, entre los años 2006 y 2022, obteniendo en total cuatro medallas, plata en Sochi 2014 (trampolín normal + 10 km), plata en Pyeongchang 2018 (trampolín normal + 10 km) y dos de bronce en Pekín 2022, en el trampolín grande + 10 km y por equipo (junto con Yoshito Watabe, Hideaki Nagai y Ryota Yamamoto).
Ganó cinco medallas en el Campeonato Mundial de Esquí Nórdico entre los años 2009 y 2021.

## Palmarés internacional
| Juegos Olímpicos   | Juegos Olímpicos            | Juegos Olímpicos  | Juegos Olímpicos           |
| Año                | Lugar                       | Medalla           | Prueba                     |
| ------------------ | --------------------------- | ----------------- | -------------------------- |
| 2014               | Sochi (Rusia)               | Medalla de plata  | TN + 10 km individual      |
| 2018               | Pyeongchang (Corea del Sur) | Medalla de plata  | TN + 10 km individual      |
| 2022               | Pekín (China)               | Medalla de bronce | TG + 10 km individual      |
| 2022               | Pekín (China)               | Medalla de bronce | TG + 4 × 5 km por equipo   |
| Campeonato Mundial |                             |                   |                            |
| Año                | Lugar                       | Medalla           | Prueba                     |
| 2009               | Liberec (República Checa)   | Medalla de oro    | TG + 4 × 5 km por equipo   |
| 2017               | Lahti (Finlandia)           | Medalla de plata  | TG + 10 km individual      |
| 2017               | Lahti (Finlandia)           | Medalla de bronce | TG + 2 × 7,5 km por equipo |
| 2019               | Seefeld (Austria)           | Medalla de bronce | TN + 10 km individual      |
| 2021               | Oberstdorf (Alemania)       | Medalla de bronce | TG + 10 km individual      |